# Clematis patens ‘Evipo023’
Cultivar
La clématite patens 'Evipo023' est un hybride de clématite obtenu en 1998 par Raymond Evison et M N Olesen en Angleterre. Elle porte le nom commercial de clématite patens Cezanne 'Evipo023'.
La maison Poulsen Roser propose cette clématite dans sa collection Boulevard.
La clématite Cezanne a été commercialisée en 2002,  mais fut présentée au public en 2004 au Chelsea Flower Show.

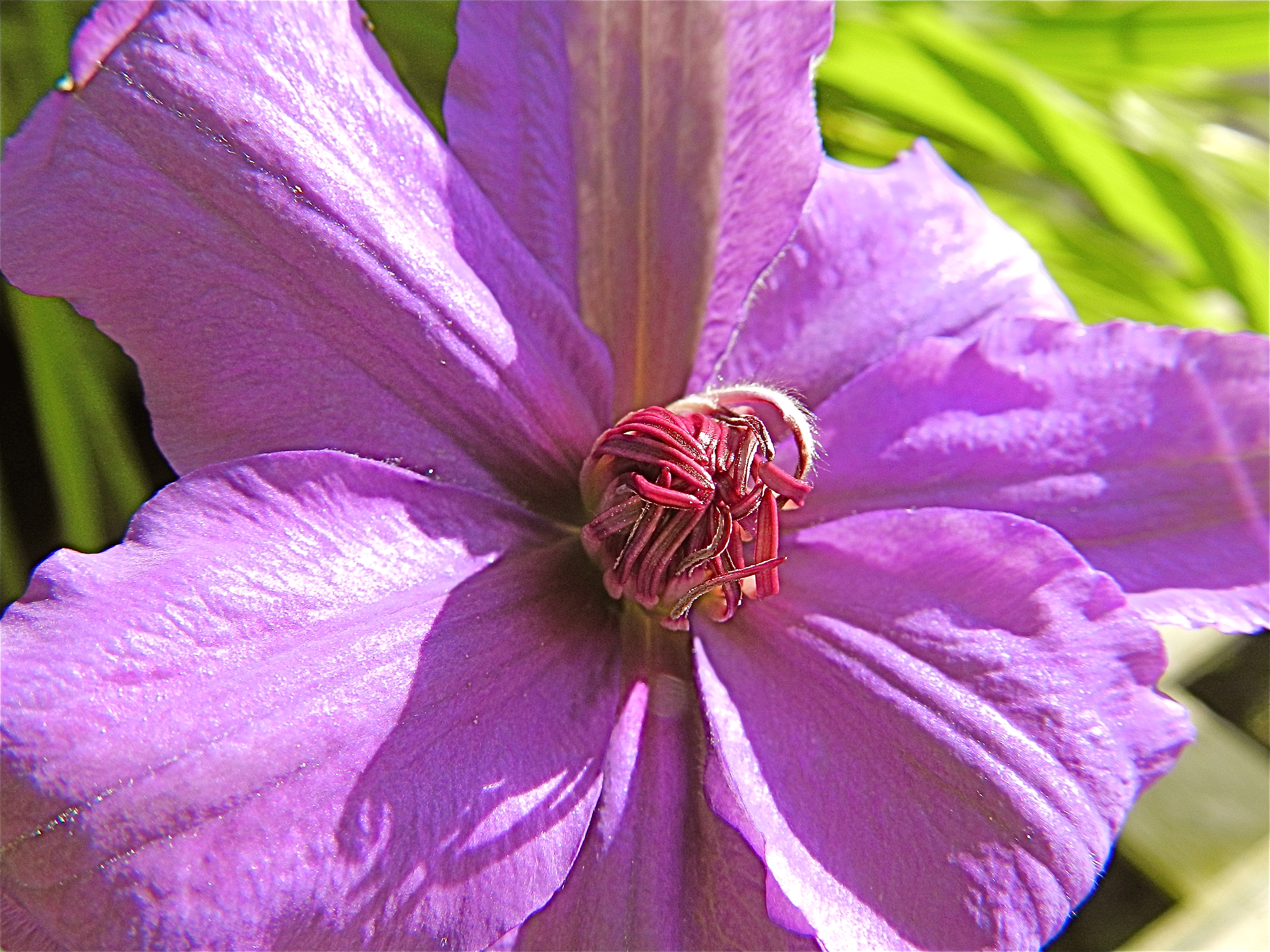
Clematis 'Evipo023'

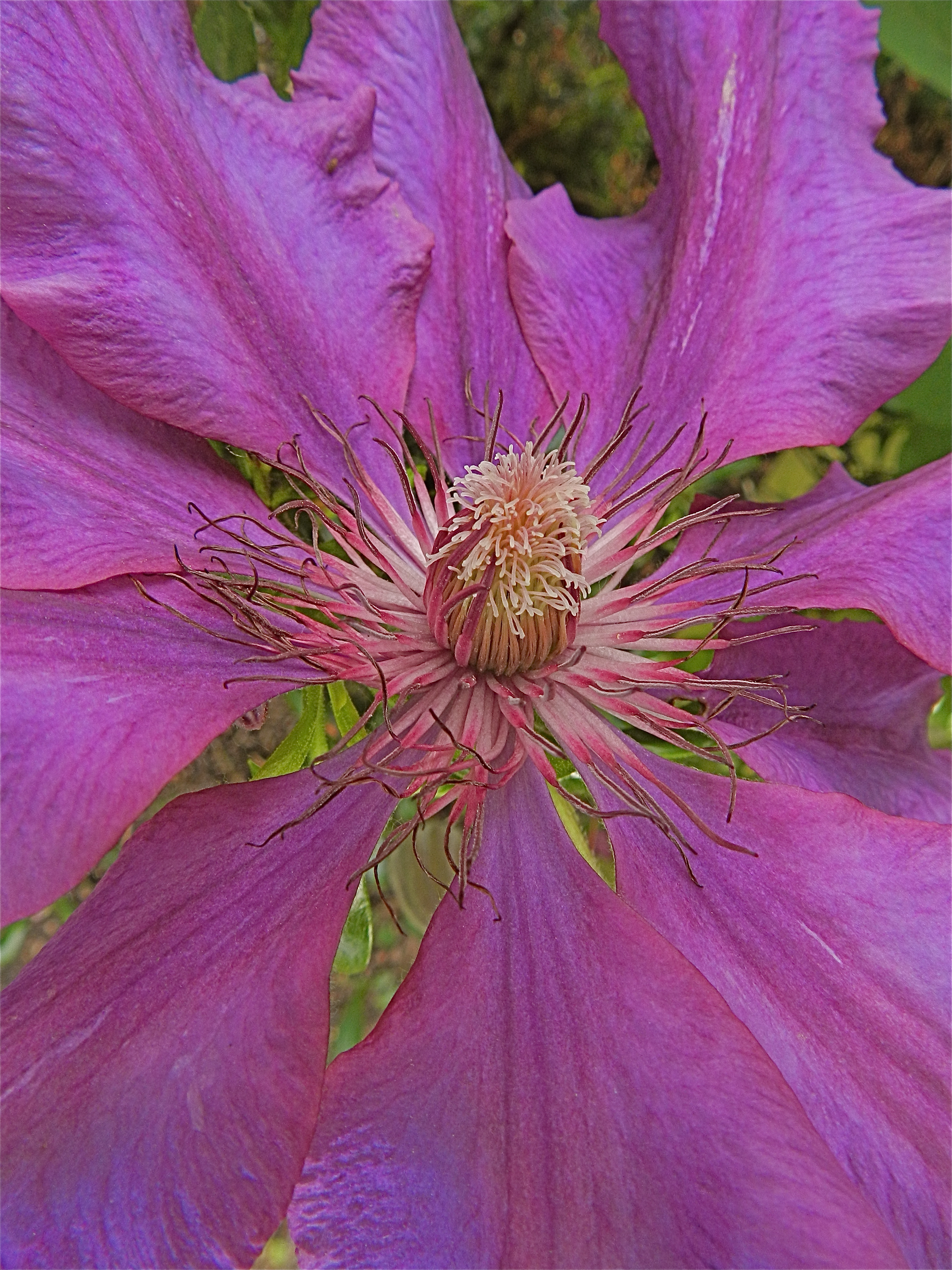
Clematis 'Evipo023'

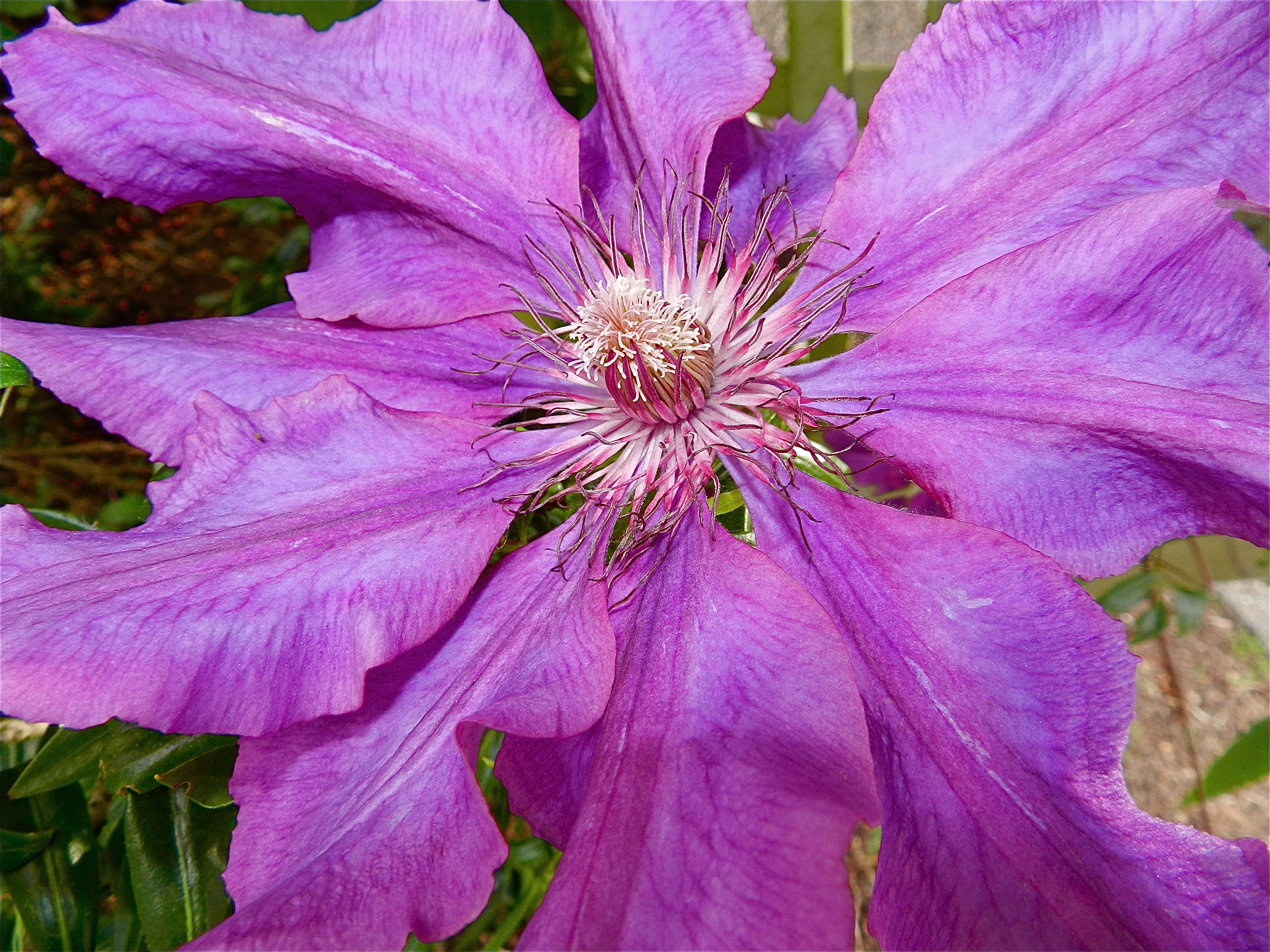
Clematis 'Evipo023'

## Description
Cette clématite fait partie du groupe 2, ce qui signifie que ce cultivar donnera deux floraisons par an, la première sur le bois de l'année précédente et une automnale sur la pousse de l'été.

### Feuilles
Les feuilles caduques de cette clématite sont parfois simples, parfois alternes et trifoliées. En moyenne, elles mesurent 10 cm.

### Tiges
Les tiges de la clématite Cezanne apparaissent de couleur verte sur les pousses de l'année, en vieillissant le bois se durcit et devient rougeâtre et marron.

### Fleurs
La clématite Cezanne dispose d'une fleur de taille moyenne bleu clair, elle peut atteindre 18 cm. Les fleurs de ce cultivar apparaissent la plupart du temps sur l'ensemble de la plante en mai et juin pour la floraison printanière et en septembre pour la floraison d'automne.

#### Bouton floral et pédoncule
Le bouton florale de Cezanne est allongé et ovoïde d'environ 4 à 5 cm, de couleur vert/gris à un quart de son ouverture. Le pédoncule quant à lui mesure environ 10 à 20 millimètres de couleur verte également.

#### Sépales
Au nombre de six à huit, de longueur moyenne, moyens à larges, ovés, plats à convexes en coupe transversale, faiblement tordus, à base de type II, à marge faiblement à moyennement ondulée; sommet aigu, mucroné et faiblement réfléchi; face supérieure à coloration violet-bleu répartie de façon uniforme; face inférieure violet-bleu avec du vert-jaune entouré de blanc. 

#### Étamines et stigmates
Cezanne possède des étamines de couleur jaune crème et des stigmates de couleur jaune d'or.

#### Parfum
Cette clématite n'a pas de parfum.

## Obtention
'Evipo023' est issue d'un croisement réalisé en 1998 entre clématite patens 'Mrs George Jackman' et clématite patens 'H. F. Young'. Les graines ainsi obtenues ont été semées en décembre 1998 et ont germé durant l'hiver et le début du printemps suivant. Au printemps 1999, 'Evipo023' a été sélectionnée en serre à Guernesey, dans les îles Anglo-Normandes, au Royaume-Uni, pour son port compact, sa floraison très abondante et multiple, ses fleurs violet-bleu clair à centre jaune, son aptitude à la culture en petits récipients et la qualité de la floraison chez les jeunes plantes.
Les essais de 'Evipo023' ont été réalisés à Saint-Thomas, en Ontario. Dix petits plants à racines nues de chacune des variétés ont été plantés au champ à l'automne 2004, avec un espacement de 0,6 mètre, et élevés sur un treillis. Les observations et mesures ont été faites le 15 juin 2006 sur dix parties de plante de chaque variété. Les couleurs ont été déterminées à l'aide du RHS Colour Chart de 2001.

## Protection
'Evipo046' est protégé par l'Union pour la protection des obtentions végétales sous licence PBR & PPaf. Le nom commercial 'Moonfleet' est protégé par une licence trademark.

## Culture

### Plantation
La clématite Cezanne a été produite pour une culture en pot, mais elle s'adapte très bien en pleine terre également. Elle doit être plantée dans un mélange drainant, fertile et léger. Les racines préfèrent  un sol frais et ombragé.

### Croissance
À taille adulte cette clématite dispose d'une croissance importante entre 1 et 2 mètres.

### Floraison
Cezanne fleurit deux fois par an sur les pousses de l'année du mois de mai et juin pour la floraison printanière et en septembre pour la floraison sur la pousse de l'été de l'automne. Elle fait partie du groupe 2.

### Utilisations
Cezanne est parfait pour les pergolas, treillis, tonnelles et clôtures. Elle peut aussi grimper sur des supports naturels tels que les feuillus, des conifères et des arbustes.

### Taille
La clématite Cezanne a besoin d'une taille annuelle, souvent au mois de mars mais à toute période de repos végétatif. Elle demande une taille légère, c'est-à-dire une taille de 30 cm sur un tiers des branches.

### Résistance
Cette clématite résiste à des températures jusqu'à moins 20 degrés Celsius.

### Maladies et ravageurs
La clématite Cezanne est sensible à l'excès d'eau ce qui pourrait provoquer une pourriture du collet de la plante et ainsi la mort de la clématite. Elle peut également souffrir d'apoplexie due à un champignon appelé Ascochyta clematidina, provoquant un flétrissement brutal des feuilles. Pour combattre ce champignon la terre doit être remplacée sur 20 cm et l'excès d'eau doit être proscrit.
Les limaces peuvent également s'attaquer à cette clématite et notamment aux jeunes pousses du printemps.